# لي دي برويس
لي دي برويس (بالإنجليزية: Lee de Broux)‏ هو ممثل أمريكي، ولد في 7 مايو 1941 بلا ميسا في الولايات المتحدة.

## أعمال

### أفلام
- (1974) الحي الصيني
- (1979) نورما راي
- (1988) فوق القانون

### مسلسلات
- الرجل الأخضر الخارق
- لوس أنجلوس
- جوال تكساس ووكر
- دالاس

## وصلات خارجية
- لي دي برويس على موقع IMDb (الإنجليزية)
- لي دي برويس على موقع ألو سيني (الفرنسية)
- لي دي برويس على موقع أول موفي (الإنجليزية)
- لي دي برويس على موقع قاعدة بيانات الأفلام السويدية (السويدية)
- لي دي برويس على موقع قاعدة بيانات الفيلم (الإنجليزية)
- لي دي برويس على موقع كينوبويسك (الروسية)